# Pomnik Wydarzeń Zielonogórskich
Pomnik Wydarzeń Zielonogórskich 1960 – monument znajdujący się na placu Powstańców Wielkopolskich, częściowo na ścianie Filharmonii Zielonogórskiej. Zaprojektowany został w 2010 roku przez gdańskiego artystę Roberta Kaję.

## Historia
Idea budowy pomnika powstała w związku z obchodami 50. rocznicy Wydarzeń Zielonogórskich z 30 maja 1960 r. Inicjatorem budowy był prof. Konrad Stawiarski.

## Opis
Monument jest nowoczesny w formie, częściowo włączony w bryłę Filharmonii Zielonogórskiej (dawnego Domu Katolickiego będącego osią wydarzeń). Autor zestawił surową kamienną bryłę, sugerującą więzienne drzwi, z opisem wypadków, „rzuconym” bezpośrednio na ścianę budynku, na którym widnieje napis:

W latach 1945–1960 budynek ten był domem parafialnym parafii Św. Jadwigi.
30 maja 1960 r. w obronie prawa Kościoła katolickiego do tego budynku mieszkańcy Zielonej Góry i okolicy wystąpili przeciw władzy komunistycznej.
Siłowa konfrontacja z oddziałami milicji trwała kilka godzin. Wzięło w niej udział około 5000 osób. Byli ranni, spłonęły samochody milicyjne, ponad 200 osób zostało aresztowanych, 178 stanęło przed sądami i zostało skazanych na kary do 5 lat więzienia. 40 osób ukarano w postępowaniu administracyjnym. Protest zielonogórski z 30 maja 1960 roku wpisał się w ciąg niewygasłego nigdy sprzeciwu narodu polskiego wobec narzuconej władzy komunistycznej, pozbawienia wolności i niepodległości.
W 50. rocznicę to wielkie w polskiej historii miasta wydarzenie przypomina i utrwala miasto Zielona Góra.